# Dialeges pauperoides
Dialeges pauperoides är en skalbaggsart som beskrevs av Holzschuh 1984. Dialeges pauperoides ingår i släktet Dialeges och familjen långhorningar. Inga underarter finns listade i Catalogue of Life.